# Antidorcas
Antidorcas, llamadas gacelas saltarinas, es un género de  mamíferos artiodáctilos de la subfamilia Antilopinae que incluye a entre una y tres especies de pequeños antílopes africanos, según las referencias que se consulten. Cada una de las especies o subespecies ocupa un área geográfica de distribución distinta. A. marsupialis ocupa el sureste de Sudáfrica, A. hofmeyri se encuentra en Namibia y oeste de Sudáfrica, y A. angolensis solo se distribuye por una pequeña zona al suroeste de Angola.

## Especies
Se han descrito tres especies aunque dos de ellas pueden aparecer como subespecies según autores.
- Antidorcas marsupialis (Zimermann, 1780) tratada como especie por todos los autores.
- Antidorcas hofmeyri (Thomas, 1926), descrita como Antidorcas angolensis hofmeyri. Según diversos autores debe ser clasificada como la subespecie Antidorcas marsupiualis hofmeyri.
- Antidorcas angolensis Blaine, 1922, reconocida como la subespecie Antidorcas marsupiualis angolensis por algunos autores